# کیسی لگلر
کیسی لگلر (متولد ۲۶ آوریل ۱۹۷۷)شناگر فرانسوی سابق است که در بازی‌های المپیک تابستانی ۱۹۹۶ رقابت کرد. او هنرمندی است که در نیویورک سیتی کار می‌کند و نخستین زنی است که برای مدلینگ مردانه با آژانس فورد مادلز قرارداد بسته‌است.
لگر در فرژو، وار، در جنوب فرانسه متولد شد. او به مدرسه‌ای در فلوریدا رفت و در ۱۳سالگی شنای رقابتی را آغاز کرد. در ۱۹سالگی در بازی‌های المپیک تابستانی ۱۹۹۶ شرکت کرد و در شنای آزاد ۵۰متر زنان مقام بیست و نهم و در شنای امدادی 4x100 متر زنان مقام دهم را کسب کرد.
او دو سال بعد ورزش را کنار گذاشت و با تحصیل در رشته معماری، بورسیه‌ای برای مدرسه حقوق بدست آورد. سپس به مدرسه پزشکی رفت. اما مدتی بعد به نیویورک رفت تا بتوانند بر روی حرفه خود در زمینه موسیقی و هنر تمرکز کند. بعد از اینکه دوستش، کس برد، عکس‌هایی از لگلر را به آژانس مدلینگ فورد مادل نشان داد، آنها قراردادی با وی امضا کردند.